# Castellanos de Moriscos
Castellanos de Moriscos ist ein westspanischer Ort und eine Gemeinde (municipio) mit 3.051 Einwohnern (Stand: 2024) in der Provinz Salamanca in der Autonomen Gemeinschaft Kastilien-León.

## Lage und Klima
Der Ort Castellanos de Moriscos liegt in der kastilischen Hochebene nur knapp 10 km (Fahrtstrecke) nordöstlich der Provinzhauptstadt Salamanca in einer Höhe von ca. 835 m. Das Klima ist gemäßigt bis warm; Regen (ca. 400 mm/Jahr) fällt hauptsächlich im Winterhalbjahr.

## Bevölkerungsentwicklung
| Jahr      | 1857 | 1900 | 1950 | 2000 | 2017  |
| Einwohner | 411  | 507  | 492  | 373  | 2.557 |

Der rapide Bevölkerungsanstieg seit Beginn des 21. Jahrhunderts ist auf die Planung und Schaffung von Neubauvierteln in der Nähe zur Großstadt Salamanca zurückzuführen.

## Wirtschaft
Die Bevölkerung der Gemeinde lebte jahrhundertelang als Selbstversorger von der Landwirtschaft, zu der auch die Viehzucht gehörte; überschüssige Erträge konnten in Salamanca verkauft werden. Im Ort selbst haben sich Handwerker und Kleinhändler niedergelassen.

## Geschichte
Man nimmt an, dass der keltische Volksstamm der Vettonen hier siedelte, doch von ihnen wie auch von den Römern, Westgoten und selbst von den im 8. Jahrhundert nach Norden vorgedrungenen Mauren fehlen jedwede Spuren. Nach der um das Jahr 1200 erfolgten endgültigen christlichen Rückeroberung (reconquista) gab König Alfons IX. von León das Gebiet von Castellanos zur Wiederbesiedlung (repoblación) frei – an diese Zeit erinnert auch der Ortsname, dessen erste urkundliche Erwähnungen aus dem 13. Jahrhundert stammen.

## Sehenswürdigkeiten
Die Iglesia de San Esteban entstand in der ersten Hälfte des 16. Jahrhunderts an der Stelle eines mittelalterlichen Vorgängerbaus. Der seitliche Glockenturm (campanario) ragt nur wenig über das Dach der Kirche hinaus. In einer Nische mit Muschelkalotte über dem insgesamt durchaus reich gestalteten Renaissanceportal befindet sich eine Muttergottesstatue; schwebende Engel halten ein Tuch mit dem Antlitz Christi. Der Dreiecksgiebel darüber scheint beinahe über dem Portal zu schweben. Das etwa 13 m breite und ebenso hohe Innere der Kirche ist einschiffig und gewölbt.